# Platja d'es Pujols
La platja d'es Pujols de Formentera fa 690 metres de longitud i 25 metres d'amplària. És una platja semiurbana i la més concorreguda de l'illa. És de sorra blanca i fines aigües tranquil·les i transparents. Normalment presenta un elevat grau d'ocupació a causa dels serveis i instal·lacions que disposa, entre els quals distingim; hoteleria, restaurants, allotjaments, neteja de platja, aparcament, seguretat de la policia local, elements de platja com hamaques, ombrel·les i papereres, activitats com lloguers nàutics, esports aquàtics, escola de vela, vigilància i rescat. També disposa de rampa i cadira adaptada per al bany de persones minusvàlides. Enfront de la platja s'albiren petits illots, que ofereixen belles vistes.
Està separada de la zona residencial per un passeig per als vianants on a l'estiu al capvespre munten els llocs de records hippys. Està formada per trams de platja alternats amb trams de roca baixa en la qual es troben les casetes on guarden els seus vaixells els pescadors, són cabanyes que encara són utilitzades avui dia. Heretades durant generacions que serveixen de recordatori dels temps que la pesca era l'aliment dels formenterencs.

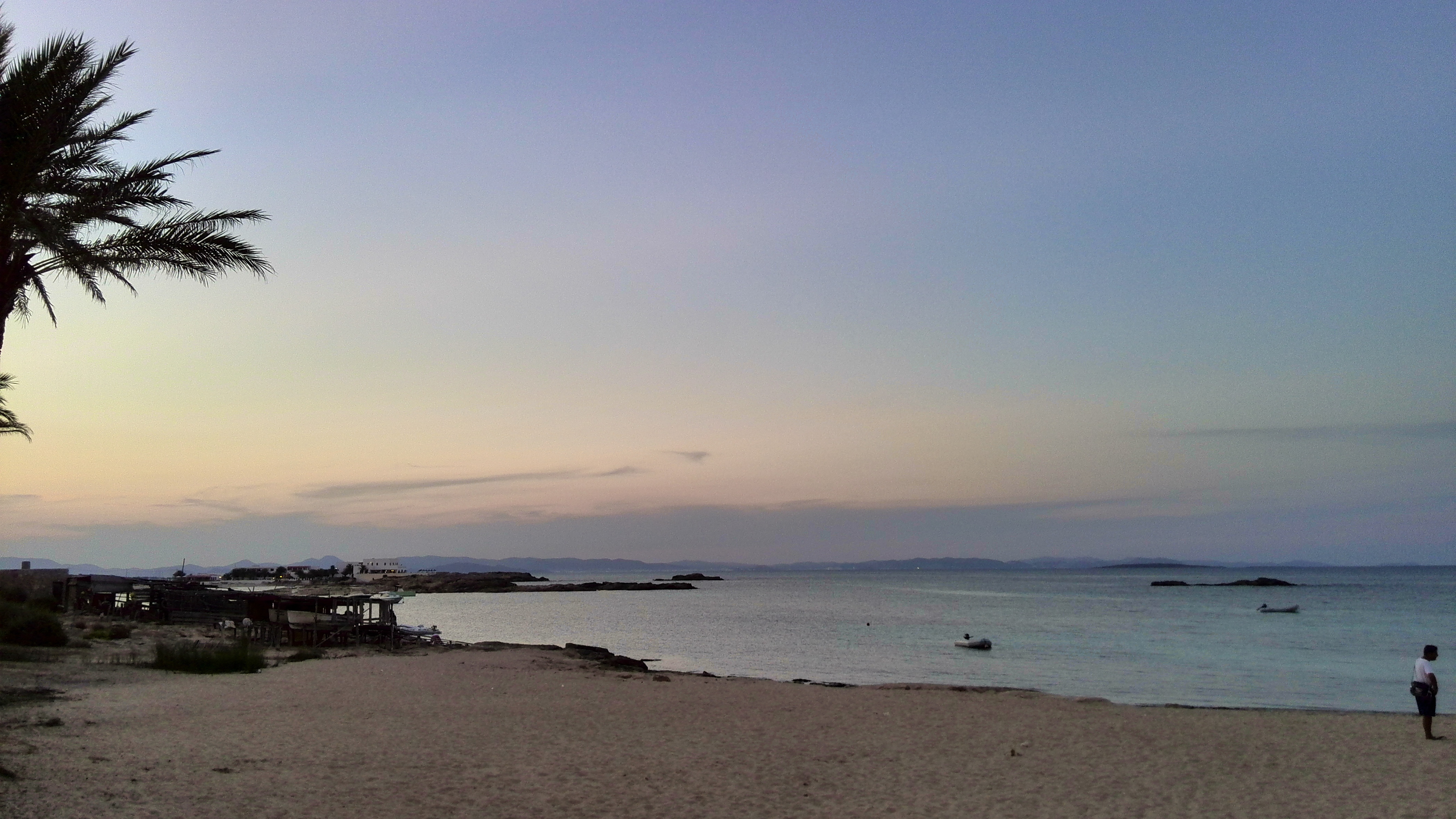
Platja d'es Pujols

Aquesta platja està protegida per dunes de sorra, sota protecció ambiental. Per a preservar-la del desgast per ús humà, el Consell Insular ha instal·lat passarel·les de fusta per a caminants, ciclistes o esportistes, on disposen de bancs de fusta situats estratègicament per a gaudir de les vistes i descansar. Regularment hi ha col·locats pels senders, panells informatius que divulguen dades sobre les plantes, aus i vida marina autòctona que podem trobar.
En aquesta platja hi ha un petit quiosc rústic, amb la seva pròpia personalitat i estil dintre de l'estil de vida formentera, de vegades obre durant la nit on serveixen menjar i beguda, en un ambient agradable juntament amb música.